# Kaspi
Kaspi (en rus: Каспий) és un poble (un possiólok) de l'óblast d'Astracan, a Rússia, segons el cens del 2010 tenia 310 habitants.